# Филипс, Билал
Билал Филипс (англ. Abu Ameenah Bilal Philips)(род. 6 января 1946, Кингстон Ямайка) — салафитский учёный-проповедник и писатель, который сейчас живёт в Катаре. Выступает на телеканале Peace TV, и других круглосуточных спутниковых телеканалах.

## Биография
Филипс родился 6 января 1946 в городе Кингстон (Ямайка), а вырос в Торонто (Канада), где в 1972 году и обратился к исламу (большое значение на юного Филипса оказала книга «Islam, The Misunderstood Religion» Мухаммада Кутба, младшего брата Саида Кутба. После этого целью его жизни стали поиск и передача знаний об исламе, для того чтобы «Изменить мусульманскую нацию, через исламское образование». Получал религиозное образование в Саудовской Аравии. Был включен в список «500 Самых влиятельных мусульман».
В сентябре 2014 года в связи с обвинениями в экстремизме (за проповеди против гомосексуализма) Филипса задержали на Филиппинах. Ранее его выдворяли из Германии, США, Великобритании и Австралии. Сам Филипс отверг все обвинения в свой адрес.

### Образование
- Бакалавр (1979) — Мединский Исламский Университет (Медина, Саудовская Аравия)
- Магистр (1985) — Университет Короля Сауда (Эр-Рияд, Саудовская Аравия)
- Доктор философии (1994) — Уэльский университет (Уэльс, Великобритания)

### Исламский Онлайн Университет (IOU)
Возможно, его самое большое достижение, за которое он был включен в список «500 Самых влиятельных мусульман», является создание Международного Открытого Университета (IOU), в котором к концу 2020 года училось более 600000 студентов из более чем 219 стран мира. В отличие от других образовательных учреждений, созданный Филипсом университет, позволяет любому человеку из любой точки мира получить исламское образование и главное по очень низкой цене.

## Публикации
Билал Филипс перевел и прокомментировал более 50 книг по исламу. Также он отредактировал и опубликовал 56 книг серии «Eemaan English Reading Series» для детей мусульманских школ. Очень много выступает по телеканалам:
Riyadh Channel 2TV, Sharjah TV, Peace TV, Huda TV, Islam Channel, UK, and the Deen Show, Chicago, USA and GuideUS TV.

### Книги
- Fundamentals of TAWHEED (Islamic Monotheism) International Islamic Publishing House; ISBN 9960-9648-0-9[4]
- The Evolution of Fiqh (Islamic Law & The Madh-habs) International Islamic Publishing House (Edited by Bradley Philips); ISBN 9960-672-86-7[5]
- True Message of Jesus Christ Islamic Book Services 2006; ISBN 81-7231-360-8[6]
- Purpose of Creation 84pp, Islamic Book Services 2002; ISBN 81-7231-358-6[7]
- Funeral Rites International Islamic Publishing House; ASIN 9960850846[8]
- Polygamy in Islam Islamic Book Services; ISBN 81-7231-715-8[9]
- Islamic Studies Al-Basheer 2002; ISBN 1-898649-19-7[10]